# Europese kampioenschappen kortebaanzwemmen 2017
De Europese kampioenschappen kortebaanzwemmen 2017 werden van 13 tot en met 17 december 2017 georganiseerd in de Royal Arena in de Deense hoofdstad Kopenhagen.

## Wedstrijdschema
| Woensdag 13/12 | Donderdag 14/12 | Vrijdag 15/12 | Zaterdag 16/12 | Zondag 17/12 |
| --- | --- | --- | --- | --- |
| Series vanaf 9:30 uur | | | | |
| 100 m vlinder mannen 50 m school vrouwen 50 m school mannen 400 m wissel vrouwen 400 m vrij mannen 100 m rug vrouwen 200 m rug mannen 4×50 m vrij mannen 800 m vrij vrouwen                                             | 200 m vrij mannen 50 vlinder vrouwen 200 m school mannen 100 m vrij vrouwen 100 m rug mannen 100 m wissel vrouwen 400 m wissel mannen 4×50 m wissel gemengd 1500 m vrij mannen                                                                                            | 100 m school vrouwen 50 m vrij mannen 200 m rug vrouwen 400 m wissel mannen 200 m school vrouwen 100 m school mannen 200 m vlinder vrouwen 200 m wissel mannen 4×50 m vrij vrouwen                                                                                | 50 vlinder mannen 50 m rug vrouwen 100 m vrij mannen 200 m vrij vrouwen 100 m vlinder vrouwen 100 m wissel mannen 200m wissel vrouwen 4×50 m vrij gemengd | 50 vrij vrouwen 50 m rug mannen 200 m school vrouwen 200 m vlinder mannen 400 m vrij vrouwen 4×50 m wissel mannen 4×50 m wissel vrouwen |
| Finales - vanaf 17:00 uur | | | | |
| HF 50 m school mannen HF 50 m school vrouwen F 200 m rug mannen F 400 m wissel vrouwen F 400 m vrij mannen HF 100 m rug vrouwen HF 100 m vlinder mannen F 50 m school vrouwen F 50 m school mannen F 4×50 m vrij mannen | HF 50 m vlinder vrouwen F 200 m vrij mannen F 200 m school vrouwen HF 100 m vrij vrouwen F 400 m wissel mannen F 100 m rug vrouwen HF 100 m rug mannen HF 100 m wissel vrouwen F 100 m vlinder mannen F 800 m vrij vrouwen F 50 m vlinder vrouwen F 4×50 m wissel gemengd | HF 50 m vrij mannen F 100 m vrij vrouwen HF 100 m school mannen F 200 m rug vrouwen F 200 m wissel mannen F 200 m vlinder vrouwen HF 100 m school vrouwen F 100 m rug mannen F 100 m wissel vrouwen F 1500 m vrij mannen F 50 m vrij mannen F 4×50 m vrij vrouwen | HF 50 m rug vrouwen HF 50 m vlinder mannen F 100 m school vrouwen HF 100 m vrij mannen F 200 m wissel vrouwen HF 100 m wissel mannen F 200 m vrij vrouwen F 100 m school mannen HF 100 m vlinder vrouwen F 50 m vlinder mannen F 50 m rug vrouwen F 4×50 m vrij gemengd | HF 50 m vrij vrouwen HF 50 m rug mannen F 200 m school vrouwen F 100 m vrij mannen F 100 m vlinder vrouwen F 400 m vrij vrouwen F 200 m vlinder mannen F 50 m vrij vrouwen F 50 m rug mannen F 4×50 m wissel vrouwen F 4×50 m wissel mannen |

## Selecties

### België
De Belgische zwembond selecteerde tien zwemmers voor dit toernooi, zeven mannen en drie vrouwen.
Mannen
- Jasper Aerents
- Basten Caerts
- Louis Croenen
- Sebastien De Meulemeester
- Pieter Timmers
- Dries Vangoetsenhoven
- Emmanuel Vanluchene

Vrouwen
- Kimberly Buys
- Valentine Dumont
- Fanny Lecluyse

### Nederland
De technisch directeur van de KNZB, André Cats, selecteerde negentien zwemmers voor dit toernooi, tien mannen en negen vrouwen.
Mannen
- Thom de Boer
- Timon Evenhuis
- Mathys Goosen
- Arno Kamminga
- Nyls Korstanje
- Jesse Puts
- Ben Schwietert
- Kyle Stolk
- Joeri Verlinden
- Ferry Weertman

Vrouwen
- Kim Busch
- Femke Heemskerk
- Elinore de Jong
- Ranomi Kromowidjojo
- Valerie van Roon
- Marrit Steenbergen
- Kira Toussaint
- Tamara van Vliet
- Maaike de Waard

## Medailles
Legenda
- WR = Wereldrecord
- ER = Europees record
- CR = Kampioenschapsrecord

### Mannen
| Onderdeel            | Goud | Goud       | Zilver                                                                                          | Zilver     | Brons | Brons    |
| -------------------- | --- | ---------- | ----------------------------------------------------------------------------------------------- | ---------- | --- | -------- |
| Vrije slag           | |            |                                                                                                 |            | |          |
| 50 m                 | Vladimir Morozov Rusland                                                                                         | 20,31 CR   | Ben Proud Verenigd Koninkrijk                                                                   | 20,66      | Luca Dotto Italië                                                                                            | 20,78    |
| 100 m                | Luca Dotto Italië                                                                                                | 46,11      | Pieter Timmers België                                                                           | 46,54      | Duncan Scott Verenigd Koninkrijk                                                                             | 46,64    |
| 200 m                | Danas Rapšys Litouwen                                                                                            | 1.40,85    | Aleksandr Krasnych Rusland                                                                      | 1.42,22    | Duncan Scott Verenigd Koninkrijk                                                                             | 1.43,07  |
| 400 m                | Aleksandr Krasnych Rusland                                                                                       | 3.35,51    | Péter Bernek Hongarije                                                                          | 3.35,96    | Henrik Christiansen Noorwegen                                                                                | 3.38,63  |
| 1500 m               | Mychailo Romantsjoek Oekraïne                                                                                    | 14.14,59   | Gregorio Paltrinieri Italië                                                                     | 14.22,93   | Henrik Christiansen Noorwegen                                                                                | 14.25,66 |
| Rugslag              | |            |                                                                                                 |            | |          |
| 50 m                 | Simone Sabbioni Italië                                                                                           | 23,05      | Kliment Kolesnikov Rusland                                                                      | 23,07      | Jérémy Stravius Frankrijk                                                                                    | 23,12    |
| 100 m                | Kliment Kolesnikov Rusland                                                                                       | 48,99      | Simone Sabbioni Italië                                                                          | 49,68      | Robert Glință Roemenië                                                                                       | 49,99    |
| 200 m                | Kliment Kolesnikov Rusland                                                                                       | 1.48,02 CR | Radosław Kawęcki Polen                                                                          | 1.48,46    | Danas Rapšys Litouwen                                                                                        | 1.49,06  |
| Schoolslag           | |            |                                                                                                 |            | |          |
| 50 m                 | Fabio Scozzoli Italië                                                                                            | 25,62 ER   | Kirill Prigoda Rusland                                                                          | 25,68      | Adam Peaty Verenigd Koninkrijk                                                                               | 25,70    |
| 100 m                | Adam Peaty Verenigd Koninkrijk                                                                                   | 55,94 ER   | Fabio Scozzoli Italië                                                                           | 56,15      | Kirill Prigoda Rusland                                                                                       | 56,28    |
| 200 m                | Kirill Prigoda Rusland                                                                                           | 2.01,11    | Marco Koch Duitsland                                                                            | 2.01,52    | Michail Dorinov Rusland                                                                                      | 2.01,85  |
| Vlinderslag          | |            |                                                                                                 |            | |          |
| 50 m                 | Aleksandr Popkov Rusland                                                                                         | 22,42      | Andrij Hovorov Oekraïne                                                                         | 22,43      | Ben Proud Verenigd Koninkrijk                                                                                | 22,44    |
| 50 m                 | Aleksandr Popkov Rusland                                                                                         | 22,42      | Andrij Hovorov Oekraïne                                                                         | 22,43      | Sebastian Sabo Servië                                                                                        | 22,44    |
| 100 m                | Matteo Rivolta Italië                                                                                            | 49,93      | Piero Codia Italië                                                                              | 49,96      | Marius Kusch Duitsland                                                                                       | 50,01    |
| 200 m                | Aleksandr Charlanov Rusland                                                                                      | 1.50,54    | Andreas Vazaios Griekenland                                                                     | 1.51,29    | Tamás Kenderesi Hongarije                                                                                    | 1.52,25  |
| Wisselslag           | |            |                                                                                                 |            | |          |
| 100 m                | Marco Orsi Italië                                                                                                | 51,76 NR   | Sergej Fesikov Rusland                                                                          | 51,94      | Kyle Stolk Nederland                                                                                         | 51,99    |
| 200 m                | Philip Heintz Duitsland                                                                                          | 1.52,41    | Andreas Vazaios Griekenland                                                                     | 1.53,27 NR | Tomoe Zenimoto Hvas Noorwegen                                                                                | 1.54,16  |
| 400 m                | Péter Bernek Hongarije                                                                                           | 3.59,47    | Philip Heintz Duitsland                                                                         | 4.03,16    | Gergely Gyurta Hongarije                                                                                     | 4.06,33  |
| Vrije slag estafette | |            |                                                                                                 |            | |          |
| 4×50 m               | Rusland Kliment Kolesnikov (21,24) Vladimir Morozov (20,59) Sergej Fesikov (20,49) Michail Vekovisjtsjev (20,91) | 1.23,23    | Italië Luca Dotto (20,92) Lorenzo Zazzeri (20,83) Alessandro Miressi (21,17) Marco Orsi (20,75) | 1.23,67    | Polen Paweł Juraszek (21,20) Filip Wypych (21,13) Jakub Książek (21,33) Konrad Czerniak (20,78)              | 1.24,44  |
| Wisselslagestafette  | |            |                                                                                                 |            | |          |
| 4×50 m               | Rusland Kliment Kolesnikov (22,83) Kirill Prigoda (25,26) Aleksandr Popkov (22,11) Vladimir Morozov (20,24)      | 1.30,44 WR | Italië Simone Sabbioni (23,14) Fabio Scozzoli (25,45) Piero Codia (22,72) Luca Dotto (20,60)    | 1.31,91    | Wit-Rusland Pavel Sankovitsj (23,16) Ilja Sjymanovitsj (25,48) Jaoehen Tsoerkin (22,23) Anton Latkin (21,19) | 1.32,06  |

### Vrouwen
| Onderdeel            | Goud | Goud       | Zilver | Zilver  | Brons | Brons   |
| -------------------- | --- | ---------- | --- | ------- | --- | ------- |
| Vrije slag           | |            | |         | |         |
| 50 m                 | Sarah Sjöström Zweden                                                                                           | 23,30 CR   | Ranomi Kromowidjojo Nederland                                                                                     | 23,31   | Pernille Blume Denemarken                                                                                | 23,49   |
| 100 m                | Ranomi Kromowidjojo Nederland                                                                                   | 50,95 CR   | Sarah Sjöström Zweden                                                                                             | 51,03   | Pernille Blume Denemarken                                                                                | 51,63   |
| 200 m                | Charlotte Bonnet Frankrijk                                                                                      | 1.52,19    | Femke Heemskerk Nederland                                                                                         | 1.53,41 | Veronika Androesenko Rusland                                                                             | 1.53,75 |
| 400 m                | Boglárka Kapás Hongarije                                                                                        | 3.58,15    | Sarah Köhler Duitsland                                                                                            | 3.59,12 | Julia Hassler Liechtenstein                                                                              | 4.02,43 |
| 800 m                | Sarah Köhler Duitsland                                                                                          | 8.10,65    | Boglárka Kapás Hongarije                                                                                          | 8.11,13 | Simona Quadarella Italië                                                                                 | 8.16,53 |
| Rugslag              | |            | |         | |         |
| 50 m                 | Katinka Hosszú Hongarije                                                                                        | 25,95      | Alicja Tchórz Polen                                                                                               | 26,09   | Maaike de Waard Nederland                                                                                | 26,40   |
| 100 m                | Katinka Hosszú Hongarije                                                                                        | 55,66      | Kira Toussaint Nederland                                                                                          | 56,21   | Maria Kameneva Rusland                                                                                   | 57,01   |
| 200 m                | Katinka Hosszú Hongarije                                                                                        | 2.01,59    | Daryna Zevina Oekraïne                                                                                            | 2.02,27 | Margherita Panziera Italië                                                                               | 2.02,43 |
| Schoolslag           | |            | |         | |         |
| 50 m                 | Rūta Meilutytė Litouwen                                                                                         | 29,36      | Jenna Laukkanen Finland                                                                                           | 29,54   | Sophie Hansson Zweden                                                                                    | 29,77   |
| 100 m                | Rūta Meilutytė Litouwen                                                                                         | 1.03,79    | Jenna Laukkanen Finland                                                                                           | 1.04,25 | Jessica Vall Spanje                                                                                      | 1.04,80 |
| 200 m                | Jessica Vall Spanje                                                                                             | 2.18,41    | Rikke Møller Pedersen Denemarken                                                                                  | 2.19,53 | Fanny Lecluyse België                                                                                    | 2.19,86 |
| Vlinderslag          | |            | |         | |         |
| 50 m                 | Ranomi Kromowidjojo Nederland                                                                                   | 24,78      | Emilie Beckmann Denemarken                                                                                        | 25,16   | Maaike de Waard Nederland                                                                                | 25,46   |
| 100 m                | Sarah Sjöström Zweden                                                                                           | 55,00 CR   | Marie Wattel Frankrijk                                                                                            | 55,97   | Emilie Beckmann Denemarken                                                                               | 56,22   |
| 200 m                | Franziska Hentke Duitsland                                                                                      | 2.03,92    | Ilaria Bianchi Italië                                                                                             | 2.04,22 | Lara Grangeon Frankrijk                                                                                  | 2.04,31 |
| Wisselslag           | |            | |         | |         |
| 100 m                | Katinka Hosszú Hongarije                                                                                        | 56,97      | Sarah Sjöström Zweden                                                                                             | 57,92   | Susann Bjørnsen Noorwegen                                                                                | 59,26   |
| 200 m                | Katinka Hosszú Hongarije                                                                                        | 2.04,43    | Evelyn Verrasztó Hongarije                                                                                        | 2.08,09 | Ilaria Cusinato Italië                                                                                   | 2.08,19 |
| 400 m                | Katinka Hosszú Hongarije                                                                                        | 4.24,78    | Lara Grangeon Frankrijk                                                                                           | 4.28,77 | Fantine Lesaffre Frankrijk                                                                               | 4.30,68 |
| Vrije slag estafette | |            | |         | |         |
| 4×50 m               | Nederland Ranomi Kromowidjojo (23,42) Femke Heemskerk (23,19) Tamara van Vliet (23,65) Valerie van Roon (23,65) | 1.33,91 WR | Zweden Michelle Coleman (24,42) Sarah Sjöström (22,94) Louise Hansson (24,21) Nathalie Lindborg (24,35)           | 1.35,92 | Denemarken Emilie Beckmann (24,61) Mie Nielsen (24,10) Julie Kepp Jensen (23,89) Pernille Blume (23,.42) | 1.36,02 |
| Wisselslagestafette  | |            | |         | |         |
| 4×50 m               | Zweden Hanna Rosvall (26,96) Sophie Hansson (29,30) Sarah Sjöström (24,27) Michelle Coleman (23,90)             | 1.44,43    | Denemarken Julie Kepp Jensen (26,97) Rikke Møller Pedersen (30,00) Emilie Beckmann (24,82) Pernille Blume (23,21) | 1.45,00 | Frankrijk Mathilde Cini (26,72) Charlotte Bonnet (30,01) Mélanie Henique (24,80) Marie Wattel (23,82)    | 1.45,35 |

### Gemengd
| Onderdeel            | Goud | Goud       | Zilver | Zilver  | Brons | Brons   |
| -------------------- | --- | ---------- | --- | ------- | --- | ------- |
| Vrije slag estafette | |            | |         | |         |
| 4×50 m               | Nederland Nyls Korstanje (21,42) Kyle Stolk (20,66) Ranomi Kromowidjojo (23,01) Femke Heemskerk (23,30)    | 1.28,39 WR | Rusland Vladimir Morozov (20,55) Sergej Fesikov (20,67) Maria Kameneva (23,82) Rozalja Nasretdinova (23,49)        | 1.28,53 | Italië Luca Dotto (20,87) Marco Orsi (20,74) Federica Pellegrini (24,12) Erika Ferraioli (23,65)         | 1.29,38 |
| Wisselslagestafette  | |            | |         | |         |
| 4×50 m               | Nederland Kira Toussaint (26,13) Arno Kamminga (26,03) Joeri Verlinden (22,46) Ranomi Kromowidjojo (23,09) | 1.37,71 CR | Wit-Rusland Pavel Sankovitsj (22,89) Ilja Sjymanovitsj (25,32) Anastasja Sjkoerdaj (25,28) Joelia Chitraja (24,25) | 1.37,74 | Frankrijk Jérémy Stravius (22,94) Theo Bussière (26,25) Mélanie Henique (25,39) Charlotte Bonnet (23,17) | 1.37,75 |

### Medaillespiegel
| Plaats | Land                | Goud | Zilver | Brons | Totaal |
| 1      | Rusland             | 9    | 5      | 4     | 18     |
| 2      | Hongarije           | 8    | 3      | 2     | 13     |
| 3      | Italië              | 5    | 7      | 5     | 17     |
| 4      | Nederland           | 5    | 3      | 3     | 11     |
| 5      | Duitsland           | 3    | 3      | 1     | 7      |
| 5      | Zweden              | 3    | 3      | 1     | 7      |
| 7      | Litouwen            | 3    | 0      | 1     | 4      |
| 8      | Frankrijk           | 1    | 2      | 5     | 8      |
| 9      | Oekraïne            | 1    | 2      | 0     | 3      |
| 10     | Verenigd Koninkrijk | 1    | 1      | 4     | 6      |
| 11     | Spanje              | 1    | 0      | 1     | 2      |
| 12     | Denemarken          | 0    | 3      | 4     | 7      |
| 13     | Polen               | 0    | 2      | 1     | 3      |
| 14     | Finland             | 0    | 2      | 0     | 2      |
| 14     | Griekenland         | 0    | 2      | 0     | 2      |
| 16     | Wit-Rusland         | 0    | 1      | 1     | 2      |
| 16     | België              | 0    | 1      | 1     | 2      |
| 18     | Noorwegen           | 0    | 0      | 4     | 4      |
| 19     | Liechtenstein       | 0    | 0      | 1     | 1      |
| 19     | Roemenië            | 0    | 0      | 1     | 1      |
| 19     | Servië              | 0    | 0      | 1     | 1      |
| Totaal | Totaal              | 40   | 40     | 41    | 121    |